# Xanthorhoe nephelias
Xanthorhoe nephelias là một loài bướm đêm trong họ Geometridae.